# (6457) Kremsmünster
(6457) Kremsmünster ist ein Asteroid des Hauptgürtels, der von den deutschen Astronomen Lutz D. Schmadel und Freimut Börngen am 2. September 1992 an der Thüringer Landessternwarte Tautenburg (IAU-Code 033) im Tautenburger Wald in Thüringen entdeckt wurde.
Der Himmelskörper ist Mitglied der Koronis-Familie, einer Gruppe von Asteroiden, die nach (158) Koronis benannt ist.
Am 11. April 1998 wurde der Asteroid nach Kremsmünster, einer Marktgemeinde in Oberösterreich benannt, in der das Benediktinerstift Kremsmünster mit der berühmten Sternwarte Mathematischer Turm gelegen ist.